# 新华社译名室
新华社译名室，又名参考消息报社译名室，是中华人民共和国唯一的官方新闻译名审定机构，隶属于新华社参考消息报社，主要工作是翻译和规范世界重要或常用人名、地名、组织机构、军事科技名称等在中国大陆使用的中文译名。

## 历史
1950年代，当时中国的外文译名很不统一，给中外交流工作带来极大不便。因为新华社遇到的译名最新、最广、影响也最大，时任中华人民共和国国务院总理周恩来作出指示：“译名要统一，要归口于新华社”。随后，新华社、外交部、军委机关、教育部、中联部等10多个单位举行会议，讨论统一译名的问题。会议商定，首先由新华社制定译音表，并且确定了制作译名要“名从主人，约定俗成”的原则。
1956年7月24日，新华社党组决定成立译名组（后更名为译名室）。译名组通过整理现有的译名卡片，对照外文辞典中的外国人名，按英文字母的排列顺序，编出了《英语姓名译名手册》，于1965年5月由商务印书馆出版，是统一译名的重要成果。之后，译名组又陆续出版了西班牙语、意大利语、葡萄牙语、罗马尼亚语、俄语、法语、德语、日语等多语种姓名译名手册。在对各国人名译名手册进行归纳和整理的基础上，译名室编撰了《世界人名翻译大词典》，词目多达65万条，于1993年10月由中国对外翻译出版公司出版。2007年4月，《世界人名翻译大辞典》修订版再次由中国对外翻译出版公司出版，比初版新增加了4万多条新词条。译名室也以这本《世界人名翻译大词典》为标准，该词典的附录上，包容了55种语言的常用译音表。2008年北京奥运会开幕前夕，根据中共中央指示，当时译名室的七人小组在两个星期内，为参加北京奥运会的36000位外国人翻译了正确的中文名字。

## 编著
- 《英语姓名译名手册》
- 《法语姓名译名手册》
- 《德语姓名译名手册》
- 《俄语姓名译名手册》
- 《日本姓氏手册》
- 《西班牙语姓名译名手册》
- 《葡萄牙语姓名译名手册》
- 《意大利姓名译名手册》
- 《罗马尼亚语姓名译名手册》
- 《世界姓名译名手册》
- 《世界报刊、通讯社、电台译名手册》
- 《世界地名译名手册》
- 《世界工商企业译名大全》
- 《世界人名翻译大辞典》

## 译名争议

### 本·拉丹译名
“基地”组织头目的名字Bin Laden被以中国中央电视台为代表的媒体译为“本·拉登”。新华社译名室认为，“本·拉登”是根据英语或者汉语拼音的发音翻译的，但本·拉丹的名字来自阿拉伯语，在阿拉伯语中根本没有“登”这个音节，“丹”才是正确的发音。中央电视台则认为，央视从一开始的报道中就用“本·拉登”，如果更改过来容易让观众感到困惑。

### 奥巴马译名
第44任美国总统姓氏Obama的名字，译名室译为“奥巴马”。2009年11月，美国驻华大使馆宣布，美国政府使用的规范中文译名为“欧巴马”，因为更接近英语发音。译名室表示，他们翻譯国家领导人的名字非常谨慎，且美國總統地位重要，翻譯定稿後不太可能更改。而且Obama為非洲国家肯尼亚常見姓氏，歷年來幾乎都譯為“奥巴马”，更改影響甚鉅。2015年2月起，美国驻华大使馆在新闻稿中事实上放弃原有译名，改用“奥巴马”作为译名。

### 查理周刊译名
2015年，1月7日，法国巴黎一漫画杂志社遭到恐怖分子袭击，中文媒体对该杂志社名字Charlie Hebdo出现了两种译名——“查理周刊”与“沙尔利周刊”。译名室认为，该杂志名称中的Charlie应该按照法语读音译为“沙尔利”，根据英语读音译为“查理”是错误的。2016年2月，国务院新闻办主持召开的中央媒体关于重要译名问题座谈会上，根据与会多数代表的意见以及“约定俗成”的译名原则，决定把法国杂志“Charlie Hebdo”统一为《查理周刊》。

### 特朗普译名
第45任美国总统Donald Trump的名字译为“唐纳德·特朗普”，但一些人认为“特朗普”跟Trump的英语发音对不上，“川普”才更接近Trump的发音。新华社译名室主任表示，根据译名室过去编撰的《英语姓名译名手册》，Trump都是译成“特朗普”。虽然确实与原发音差距较大，但鉴于这一译名已经使用了50多年的时间，不好改动。2017年1月20日特朗普就职后，美国驻华大使馆即跟进使用“唐纳德·特朗普”作为译名。美国政府媒体美国之音在其后一段时间内中文报道中依然使用“川普”译名，2018年8月末起才改为“特朗普”。

### 鲁比奥译名
第72任美国国务卿Marco Rubio在2015年的新華社報道中，其姓氏部分翻译为“鲁比奧”。但据2016年的记录显示，中国官方媒体除使用“鲁比奧”的译名外，亦有使用“卢比奧”的译名，2020年中國外交部發表的制裁名單上使用“卢比奧”的稱呼。在他成為美國國務卿後，有民眾發現中方改變譯法為「魯比奧」。有意見認為此舉是種「自我解套」和「下台階」，認為因為中方制裁的是「盧比奧」而不是「魯比奧」，所以「改了名字，他就能來了」。《紐約時報》有記者曾在中國外交部的例行記者會上對此提問，時任外交部發言人毛宁否定了這種說法，並回應「與中文譯名相比，更重要的是他的英文名字」。实际上，规范译名为“鲁比奧”的原因是新华社译名室的译名规则，Ru一般對應「魯」，Lu對應「盧」，依此规则，Rubio的规范译名为“鲁比奧”。